# 于萊努爾梅鄉

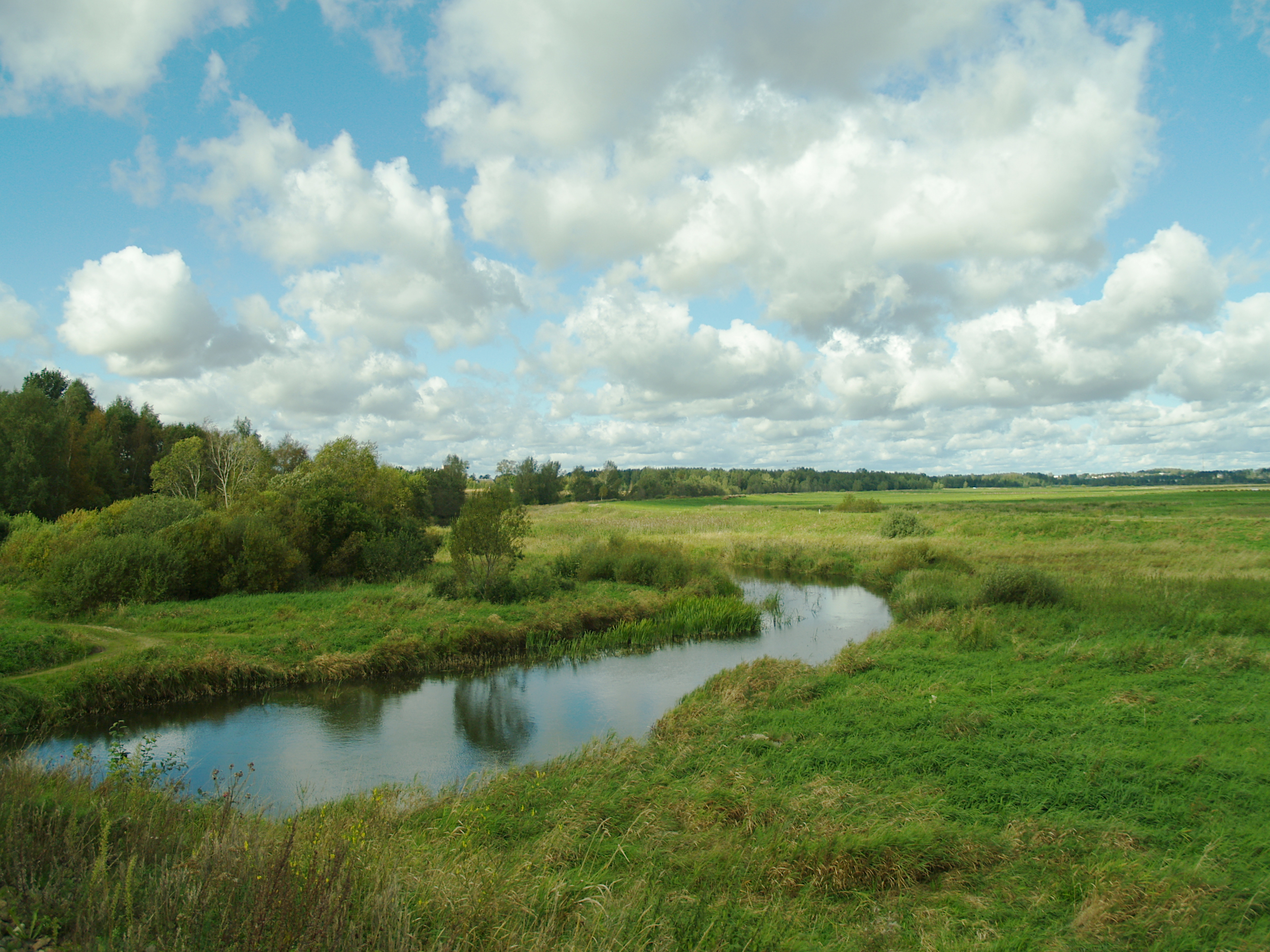

于萊努爾梅鄉，曾是愛沙尼亞塔爾圖縣的一個鄉村型市镇，位於該國東南部，行政中心設於于萊努爾梅，面積86平方公里，2009年人口4,773，人口密度每平方公里55人。
2017年爱沙尼亚行政改革后，于萊努爾梅市镇与原坎比亚市镇合并为新的坎比亚市镇。
58°18′57″N 26°43′27″E / 58.31583°N 26.72417°E